# Eilika oldenburgi hercegnő
Eilika oldenburgi hercegnő, született Eilika Helene Jutta Clementine von Holstein-Gottorp, férjezett Habsburg Györgyné (Bad Segeberg, 1972. augusztus 22. –) kurátor, Habsburg György felesége, oldenburgi hercegnő.

## Életútja, családja
1972. augusztus 22-én született Bad Segebergben János Frigyes Adolf von Holstein-Gottorp, oldenburgi herceg és Ilka zu Ortenburg grófnő lányaként. Apai nagyszülei Miklós oldenburgi herceg (1897–1970) és Helena von Waldeck-Pyrmont hercegnő (1899–1948) voltak. Anyai nagyszülei Alfred Friedrich zu Ortenburg gróf és Jutta von Lucken voltak.
1995-ben egy bajorországi családi összejövetel alkalmával ismerkedett meg későbbi férjével, Habsburg Györggyel. 1997 februárjában hozták nyilvánosságra eljegyzésüket; házasságkötésükre Budapesten, a Szent István Bazilikában került sor 1997. október 18-án. 2000-ben Sóskúton telepedtek le, és azóta is Magyarországon élnek.
Gyermekeik:
- Zsófia (2001)
- Ildikó (2002)
- Károly Konstantin (2004)[3]

## Tanulmányai[7]
- (1979–1983) Általános iskola Kisdorf-ban (Németország)
- (1983–1984) Gimnázium Kaltenkirchen-ben (Németország)
- (1984–1992) Gimnázium Oldenburg-ban (Németország)
- (1992–1993) Au-Pair Angliában
- (1993–1994) Sorbonne - francia tanulmányok
- (1994 nyara) spanyol nyelvi képzés (Spanyolország)
- (1994–1996) Merkur Akadémián Európai Titkárnő képzés /Karlsruhe (Németország)
- (1996–1997) Lille-i Egyetem - Európa Menedzsment szakirány

Lovas szakképzések
- 1986 Német Lovasképzés DRA IV
- 1994 Lovas edzői képzés / Trainer „B“ Heist-ban
- 2000 Lovas edzői képzés / Parasport edző Sérült/Fogyatékkal élő emberek számára / Trainer „B“ Kottingbrunn (Ausztria)
- 2000 Lovas bírói képzés /díjugratásban (Magyarország)

## Munkássága[7]
- 1998– Habsburg Eilika Alapítvány alapító-irányítója
- 1999– A Magyar Lovasterápia Szövetség tagja; alelnöke
- 2000– Sóskúti Lovas-kiképzőállomás vezetője (lovastusa, díjlovaglás, díjugratás, lovastorna, parasport és hippoterápia)
- 2005– Magyar Parasport Csoport csoportvezetője
- 2006– Magyar Póni Klub Szövetség védnöke
- 2016– Erzsébet Királyné Alapítvány fővédnöke